# ايلهان فؤاد اق يلدز
ايلهان فؤاد اق يلدز (İlhan Fuat Akyıldız) مواليد إسطنبول سنة 1954، انهى دراساته العليا في جامعة إرلنغن نورنبيرغ الألمانية سافر بعدها إلى الولايات المتحدة. وكان اق يلدز قد كثف أبحاثه في التسعينيات بأجهزة الاتصال 3 ج وتكنولوجيا الهواتف النقالة. وقد تم تكليفه بأعمال تخص ناسا ووزارة الدفاع الأمريكية كاستشاري. وقد حصل على الكثير من الجوائز العلمية.